# 玻利瓦尔广场

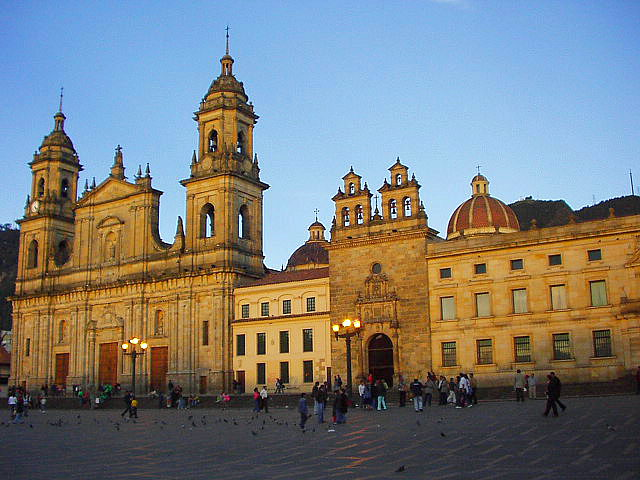
主教座堂

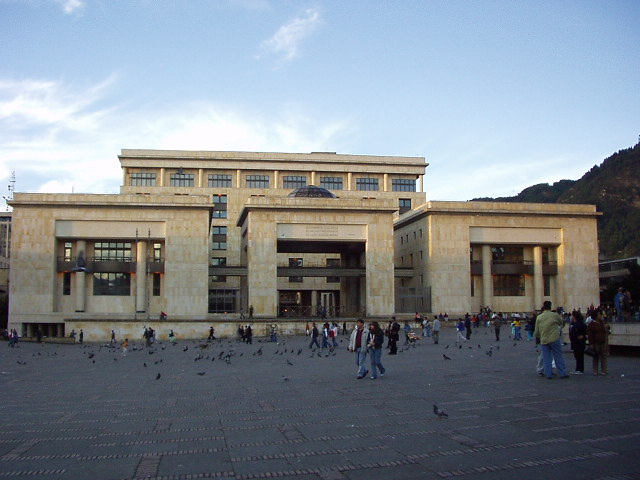
司法宫

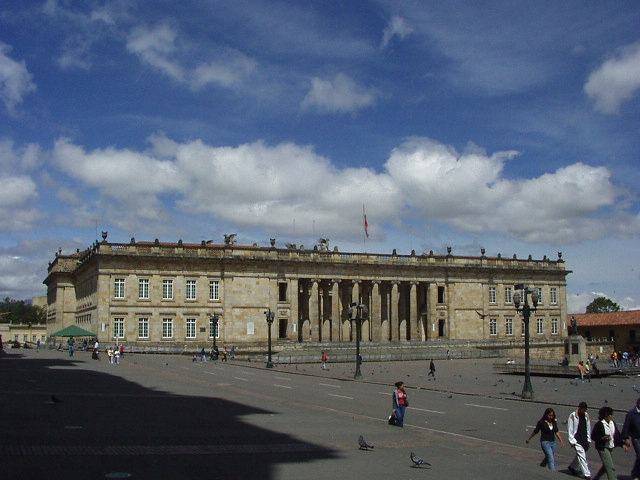
国会大厦

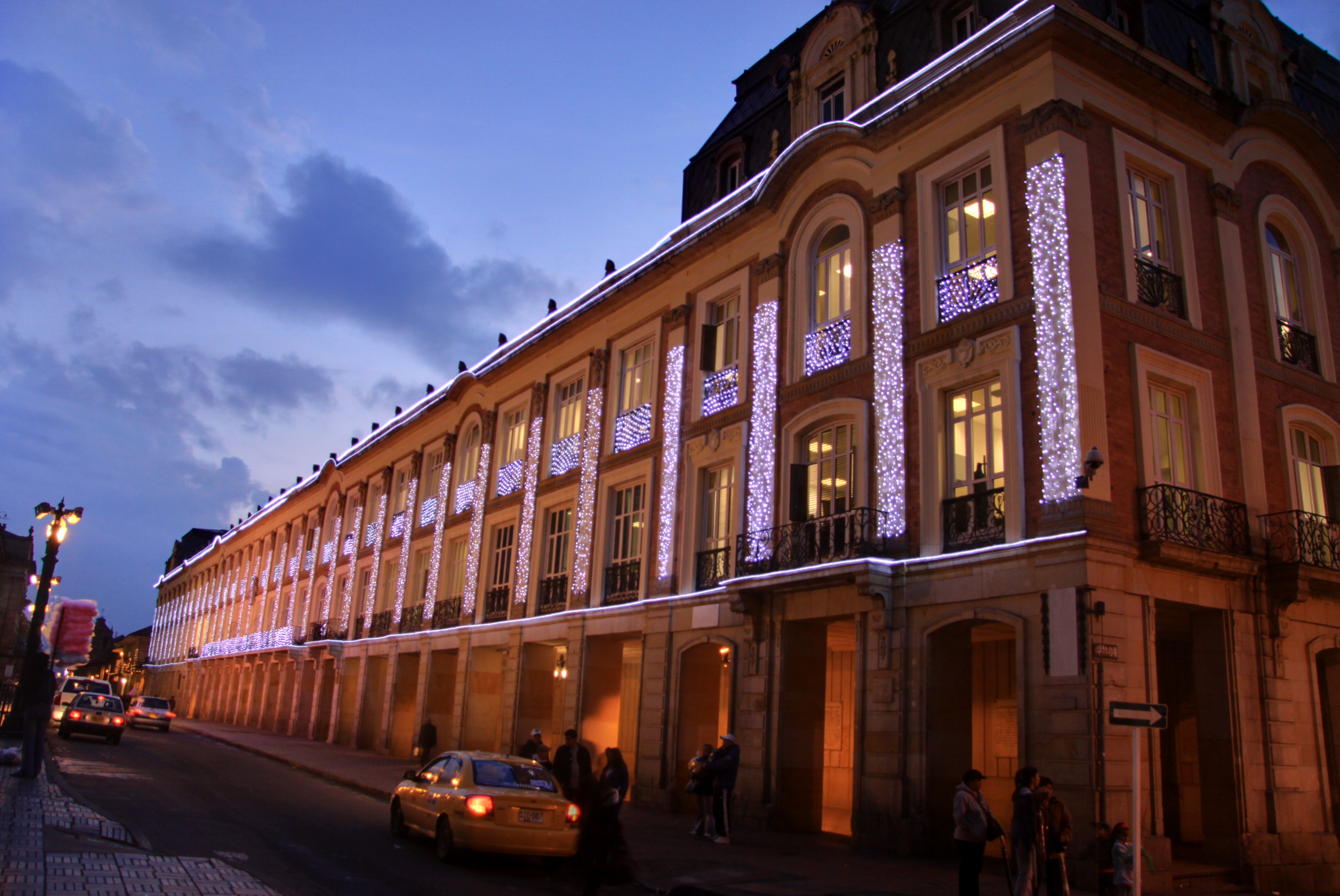
列瓦诺大厦

玻利瓦尔广场（西班牙语：Plaza de Bolívar）位于波哥大古城区的心脏。广场上的西蒙·玻利瓦尔雕塑由意大利人彼得·藤内拉尼雕刻于1846年，是该市第一座公共纪念碑。在西蒙·玻利瓦尔的祖国委内瑞拉，每一个城市或城镇的主要广场都称作玻利瓦尔广场。
广场北侧是司法宫，一座巨大的现代建筑，哥伦比亚最高法院所在地。司法宫的历史足够悲惨，也许正是这个国家存在问题的象征。第一座建筑物建于1921年，位于第11和第6街街角，1948年4月毁于战火。后来在玻利瓦尔广场北侧建立一个新的宫殿，1985年11月又在“司法大廈圍攻”期间被游击队4月19日运动所毁。建筑物的废墟保持四年后，政府决定拆除，并兴建目前的新建筑。
广场南侧是国会大厦。它的建设开始于1846年，但由于国家政治不稳定，直到1926年才完成。这座建筑是由英国建筑师托马斯·里德设计。
在广场的西侧，有一个法国风格的建筑称为列瓦诺大厦，为波哥大市长驻地。
广场的东侧是波哥大主教座堂，建于1807年和1823年之间，附近有圣礼拜堂，建于17世纪末。
在东北角是花瓶楼，现在也称为7月20日博物馆，1810年7月20日的“独立呼声”发生于此，这是哥伦比亚第一次独立尝试。
最后，在东南角是圣巴托洛梅市长学校，现在是一所中学，最初是一所大学，由耶稣会建立于1604年。卡米洛·托雷斯小广场是1816年西班牙重新征服后，一些革命者被杀害的地点。